# Ernst Willimowski
Ernst Otto Willimowski (manchmal auch Ernst Wilimowski; polnisch: Ernest Wilimowski, * 23. Juni 1916 als Ernst Otto Pradella in Kattowitz, Oberschlesien, Deutsches Reich, heute Polen; † 30. August 1997 in Karlsruhe) war ein polnischer und deutscher Fußballspieler aus Oberschlesien. Er spielte 22-mal für die polnische Fußballnationalmannschaft und 8-mal für die deutsche Fußballnationalmannschaft.

## Laufbahn

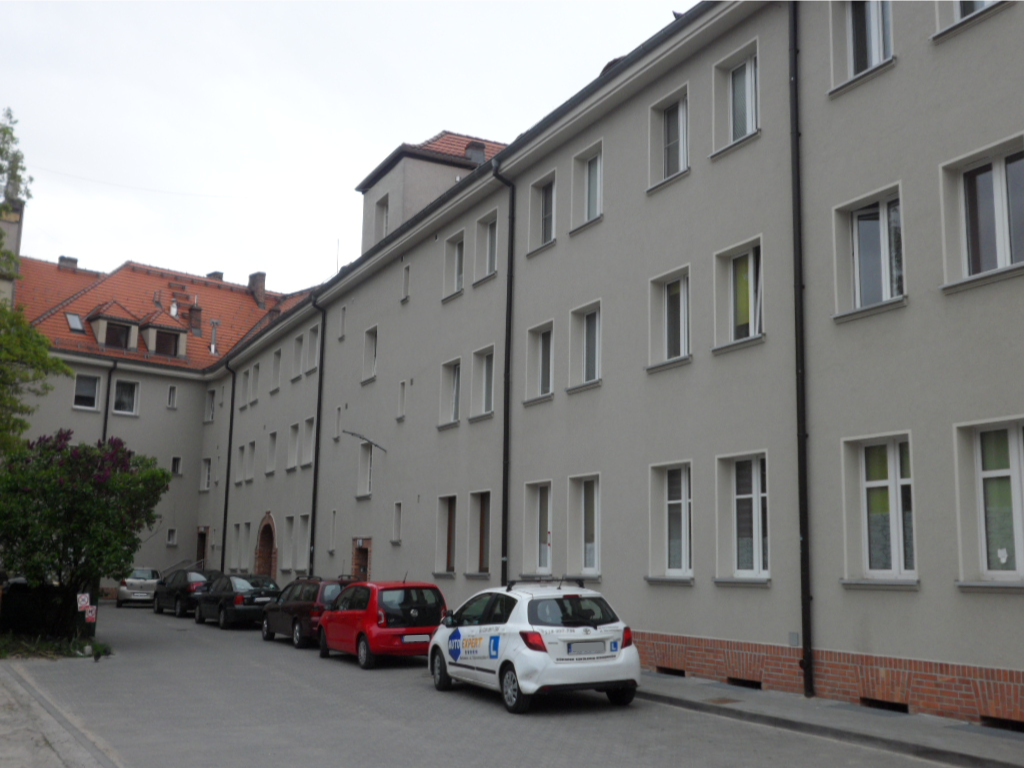
Das Familienhaus von Ernst Willimowski in Kattowitz

Seine Fußballlaufbahn begann Willimowski 1927 mit elf Jahren beim 1. FC Kattowitz, dem Fußballverein der deutschen Minderheit der seit 1922 zu Polen gehörenden Stadt Kattowitz bzw. Katowice, für den er bis zum Jahr 1933 erfolgreich spielte. Nach dem Wechsel zu Ruch Wielkie Hajduki wurde er 1934 als 18-Jähriger polnischer Fußballmeister. Diesen Titel gewann er mit seinem Team auch 1935, 1936 und 1938. In 86 Spielen für Ruch Chorzów schoss Willimowski 112 Tore und wurde 1934 und 1936 polnischer Torschützenkönig.

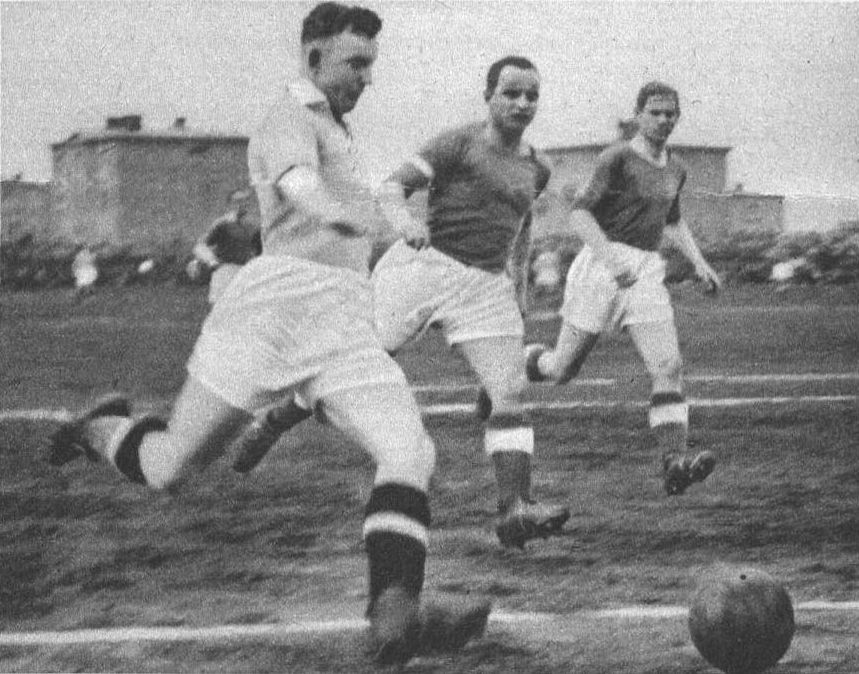
Partie gegen Ruch Hajduki Wielkie in 1937, Ernst Willimowski am Ball, Kajetan Kryszkiewicz und Edmund Twórz von Warta Poznań verteidigen

Am 21. Mai 1934 debütierte er in der polnischen Nationalmannschaft in Kopenhagen gegen Dänemark. Die Polen verloren das Spiel mit 2:4. Vor dem Zweiten Weltkrieg spielte er 22-mal für die polnische Nationalmannschaft. Sein wohl bestes Spiel war dabei die Achtelfinalpartie bei der Fußball-Weltmeisterschaft 1938 in Frankreich, als er bei der 5:6-Niederlage nach Verlängerung gegen Brasilien vier Tore erzielte – er ist damit der erste, dem vier Tore in einem WM-Spiel gelangen. Insgesamt schoss er für die polnische Nationalmannschaft 21 Tore.
Nach der deutschen Besetzung Polens unterschrieb Willimowski die deutsche Volksliste, wie auch seine Mannschaftskameraden von Ruch, Teodor Peterek, Eryk Tatuś und Gerard Wodarz, die ebenfalls polnische Nationalspieler waren. Im November 1939 traten alle vier für ihren Club an, der seinen alten Namen Bismarckhütter SV 99 sowie eine deutsche Vereinsleitung bekommen hatte. Doch nach nur einem Spiel wechselte er zu seinem ersten Club, dem 1. FC Kattowitz. Nach nur vier Monaten verließ er Kattowitz, um für zwei Jahre beim Polizei-Sportverein Chemnitz zu spielen.
In die Auswahlmannschaft Gau Sachsen berufen, nahm er 1940/41 am Gauauswahlwettbewerb um den Reichsbundpokal teil. Nach Siegen über die Auswahlmannschaften Gauliga Westfalen, Gauliga Pommern, Gauliga Schlesien, Gauliga Baden erreichte er das Finale, das am 7. September 1941 in Chemnitz mit 2:0 gegen die Auswahlmannschaft Gauliga Bayern gewonnen wurde.
1941/42 absolvierte er acht Länderspiele für die deutsche Fußballnationalmannschaft und erzielte dabei 13 Tore. Sein Debüt gab er am 1. Juni 1941 in Bukarest gegen Rumänien, wobei er zum 4:1-Sieg zwei Tore beisteuerte. Beim 5:3-Erfolg am 18. Oktober 1942 gegen die Schweiz wiederholte er sein Kunststück von der Fußball-WM vier Jahre zuvor und erzielte vier Tore.
1942 ging Willimowski zum TSV 1860 München. Mit den Sechzigern zog er im selben Jahr in das Finale des Tschammer-Pokals ein, des Vorgängers des heutigen DFB-Pokals. In der 80. Minute erzielte er dabei die 1:0-Führung gegen den FC Schalke 04. Am Ende stand es 2:0 für die Münchner, die damit ihre erste nationale Trophäe errangen. Insgesamt gelangen ihm bei nur vier Einsätzen 14 Treffer in diesem Wettbewerb – Rekord bis heute. Sieben Tore erzielte alleine im Achtelfinalspiel gegen die Mannschaft der SS Straßburg (15:1, die restlichen Tore für die Löwen teilten sich mit Krückenberg (5), Janda (2) und Schmidhuber nur drei weitere Spieler). Im Halbfinale gegen TuS Lipine gelangen Willimowski vier Torerfolge.
Ebenfalls 1942 musste er zur Wehrmacht einrücken, offiziell tat er Dienst in einer Panzerjägereinheit, wurde aber für Fußballspiele freigestellt. 1943 wurde seine Einheit ins Generalgouvernement verlegt, Willimowski spielte für den Militärclub LSV Mölders Krakau. Im folgenden Jahr spielte er abermals für seinen Heimatverein und wurde dann nach Karlsruhe versetzt, mit anderen Soldaten komplettierte er die Elf des Karlsruher FV, so auch im – verlorenen – badischen Pokalendspiel. Etliche Wochen später gastierte Willimowski noch beim VfB Stuttgart.

## Fortsetzung nach 1945
Nach 1945 blieb Willimowski in Deutschland. Eine Rückkehr in die oberschlesische Heimat war unmöglich, auch weil er aufgrund seines Einsatzes als ehemaliger polnischer Nationalspieler nach der Besatzung Polens für die deutsche Nationalmannschaft in Polen als Verräter galt und Oberschlesien nun zu Polen gehörte. Anscheinend ließ er sich schon 1945/46, und später erneut, für eine (gescheiterte) Berufsfußball-Vereinsgründung in Kassel anwerben, bestritt möglicherweise auch einige Spiele für einen „wilden“ Verein, der sich Kurhessen, dann Rapid Kassel nannte. Willimowski wurde Sportlehrer in Merseburg und spielte bis ungefähr Februar 1948 durchweg für die SG Chemnitz-West mit kurzen „inoffiziellen“ Abstechern zur SG Babelsberg sowie nach Arolsen. Im Herbst 1947 sollte er sich dem aufstrebenden Landesligisten SpVgg Hameln 07 angeschlossen haben, was bald wieder dementiert wurde, sich im folgenden Frühjahr aber doch realisierte. Der mittlerweile 32-jährige Stürmer verließ jedenfalls 1948 endgültig die Sowjetische Besatzungszone, gastierte kurz in Kassel (nun wirklich) und beim TSV Detmold und wurde mit Beginn der neuen Saison Vertragsspieler beim BC Augsburg. Nach einer monatelangen Sperre wechselte er im Sommer 1949 zu Racing Strasbourg nach Frankreich, doch nach nur einem Freundschaftsspiel gab es auch dort, wie in Augsburg, Probleme im außersportlichen Bereich und der Neuzugang wurde umgehend entlassen.
Ab 1949/50 fand Willimowski in ruhigeres Fahrwasser zurück. Er wurde Spielertrainer beim Offenburger FV, wirkte noch als Torjäger-Oldie in der Oberliga, am erfolgreichsten beim VfR Kaiserslautern, und gehört dem europaweit kleinen Kreis von Fußballern an, die im Laufe ihrer Karriere insgesamt mehr als 200 Erstligatore erzielt haben (in Polen und Deutschland, ohne Gauliga). Insgesamt soll Willimowski im Laufe seiner Karriere mindestens 1.175 Tore erzielt haben, was aber der Verifizierung bedarf.

## Willimowskis Länderspiele
für Polen
- 22 (Ruch Chorzów)

für Deutschland
- 4 (PSV Chemnitz)
- 4 (TSV 1860 München)

Ernst Willimowski ist der einzige Spieler, der als Torschütze sowohl gegen Deutschland (am 9. September 1934 beim 2:5 in Warschau) als auch für Deutschland erfolgreich war (13 in 8 Spielen).

## Erfolge
- Vierfacher polnischer Meister mit dem Ruch Wielkie Hajduki (1934, 1935, 1936, 1938)
- Reichsbundpokalsieger 1941 (mit der Gau-Auswahl Sachsens)
- Torschützenkönig des Reichsbundpokal-Wettbewerbs 1941 (8 Tore)
- Tschammerpokal-Sieger 1942
- Torschützenkönig des Tschammerpokal-Wettbewerbs 1942 (14 Tore)
- Gaumeister Südbayern 1943

## Fußballturnier
Nach Willimowski wurde das Jugendfußballturnier der nationalen Minderheiten in Europa benannt, zu dem seit 2017 alljährlich die Deutsche Bildungsgesellschaft der deutschen Minderheit in Polen nach Oberschlesien einlädt.

## Künstlerische Darstellungen
- In dem 1983 in die polnischen Kinos gekommenen Spielfilm „Do góry nogami“ (deutsch: Auf den Kopf stehen) des Regisseurs Stanisław Jędryka über das Schicksal einer Gruppe Jugendlicher in Oberschlesien während des Zweiten Weltkriegs ist deren Idol ein Fußballstar mit roten Haaren und Segelohren, der gern zur Wodkaflasche greift, dessen Name aber nicht genannt wird.[18]
- Der deutsche Dichter Stan Lafleur beschrieb in einem Gedicht von 2006 seinen Besuch bei dem alten und vergessenen ehemaligen Star.[19]
- Aus Anlass des 100. Geburtstags des Fußballers erschien 2016 die polnische Übersetzung des Romans Wilimowski des bosnisch-kroatischen Schriftstellers Miljenko Jergović.

## Videodokumentation
- Willimowski – Fußballer für Deutschland und Polen